# 亚历山大·朔特卡
亚历山大·朔特卡（德語：Alexander Schowtka，1963年9月18日—），德国男子游泳运动员。他曾代表西德参加1984年夏季奥林匹克运动会游泳比赛，获得男子4×200米自由泳接力银牌。